# Đại học Oxford

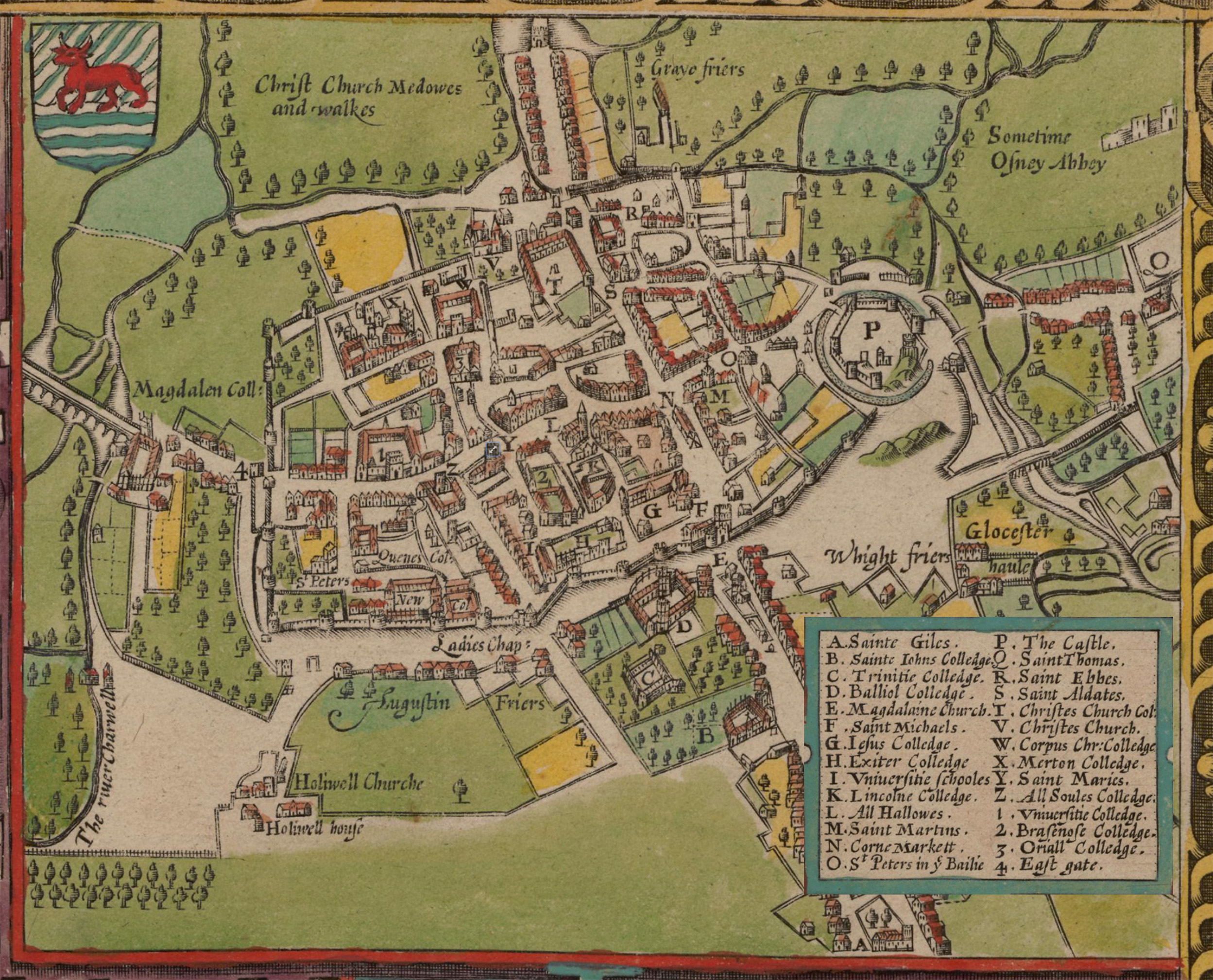
Năm 1605, Oxford vẫn là một thành phố có tường bao quanh, nhưng một số trường cao đẳng đã được xây dựng bên ngoài tường thành (phía bắc nằm ở cuối bản đồ này).

Viện Đại học Oxford (tiếng Anh: University of Oxford), còn gọi là Đại học Oxford, là một trong những viện đại học nghiên cứu liên hợp ở Oxford, Anh. Mặc dù ngày thành lập của Oxford chưa được xác định, có bằng chứng cho thấy hoạt động giảng dạy đã diễn ra từ tận năm 1096. Oxford là viện đại học lâu đời nhất trong thế giới nói tiếng Anh và là viện đại học lâu đời thứ hai đang còn hoạt động trên thế giới. Oxford phát triển mạnh kể từ năm 1167 khi Vua Henry II ra lệnh cấm sinh viên Anh đến học tại Viện Đại học Paris ở Pháp. Sau những cuộc tranh cãi giữa một số học giả và cư dân Oxford trong năm 1209, họ chuyển đến Cambridge, phía đông bắc của Oxford, và thành lập một hội đoàn, sau này trở thành Viện Đại học Cambridge. Hai viện đại học lâu đời này của nước Anh thường được gọi chung là "Oxbridge."
Viện Đại học Oxford được tạo thành bởi nhiều cơ sở khác nhau, trong đó có 39 trường đại học thành viên và một loạt các khoa học thuật được tổ chức thành bốn phân khoa đại học. Tất cả các trường đại học này là các cơ sở tự điều hành và là một phần của viện đại học; mỗi trường đại học tự kiểm soát việc thu nhận thành viên và có thẩm quyền đối với cấu trúc tổ chức nội bộ cũng như những hoạt động của chính mình. Là một viện đại học ở nội thị, Oxford không có khuôn viên chính; những tòa nhà và cơ sở vật chất của viện đại học nằm rải rác khắp trung tâm thành phố.
Phần lớn hoạt động giảng dạy ở bậc đại học được thực hiện thông qua những buổi học và thảo luận hàng tuần tại các trường thành viên; thêm vào đó là những buổi học, bài giảng, và buổi thực hành trong phòng thí nghiệm do các khoa và phân khoa của viện đại học tổ chức. Oxford là nơi ra đời của một số học bổng danh tiếng, trong đó có Học bổng Clarendon hoạt động từ năm 2001 và Học bổng Rhodes trong hơn một thế kỷ qua đã giúp đưa sinh viên ưu tú bậc sau đại học từ các nước đến học tại Oxford. Trong số những cựu sinh viên của Oxford có 27 người được giải Nobel, 26 thủ tướng Anh, và nhiều nguyên thủ quốc gia ở các nước khác.
Oxford là thành viên của Nhóm Russell các viện đại học nghiên cứu ở Anh, Nhóm Coimbra, Nhóm G5, Liên đoàn các Viện Đại học Nghiên cứu Âu châu, và Liên mình Quốc tế các Viện Đại học Nghiên cứu, cũng là thành viên cốt cán của Europaeum và thuộc "Tam giác vàng" (gồm ba viện đại học nghiên cứu hàng đầu ở Anh: Cambridge, London, và Oxford) của hệ thống giáo dục đại học Anh.

## Lịch sử

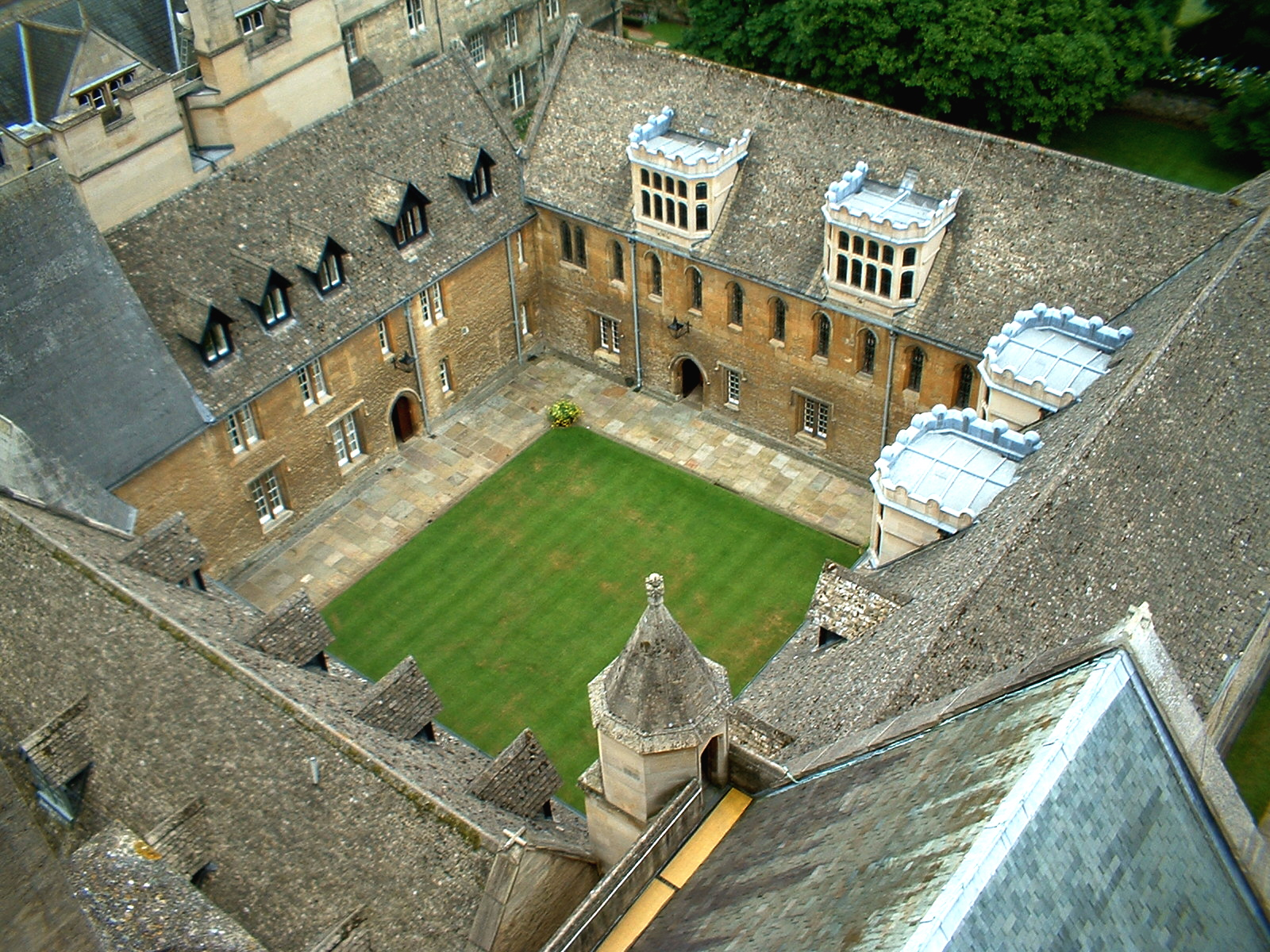
Mob Quad của Merton College, sân tứ giác cổ xưa nhất tại Oxford.

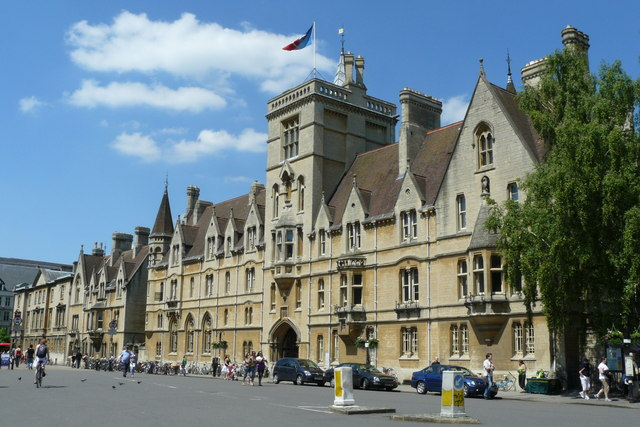
Balliol College, một trong những trường đại học thành viên lâu đời nhất của viện đại học.

Ngày thành lập Đại học Oxford vẫn chưa được xác định. Dù trường đã giảng dạy từ năm 1096, nhưng không ai biết chắc thời điểm trường ra đời.
Oxford phát triển mạnh kể từ năm 1167 khi Vua Henry II ra lệnh cấm sinh viên Anh đến học tại Viện Đại học Paris ở Pháp, đồng thời chủ trương trục xuất người nước ngoài khỏi Đại học Paris khiến nhiều học giả người Anh trở về nước. Nhà sử học Gerald xứ Wales đã diễn thuyết trước những học giả ấy trong năm 1188, và người đầu tiên được biết đến như một học giả nước ngoài, Emo xứ Freisland, đến đây năm 1190. Ít nhất là từ năm 1201, người đứng đầu viện đại học được gọi với chức danh Viện trưởng. Sinh viên liên kết với nhau theo địa phương gốc, chia thành hai "vùng miền", sinh viên miền Bắc (kể cả người Scotland) và sinh viên miền Nam (bao gồm người Ireland và xứ Wales). Thành viên những dòng tu như Đa Minh, Phan Sinh, Cát Minh, và Âu Tinh đến Oxford từ thế kỷ 13, tạo lập ảnh hưởng, và điều hành các nhà ở và cư xá. Cũng vào giai đoạn này, những nhà tài trợ tư nhân thiết lập các trường thành viên như là những cộng đồng học thuật tự trị. Trong số những nhà tài trợ ban đầu có William of Durham, năm 1249 tài trợ cho University College, và John Balliol (Balliol College mang tên ông). Một nhà tài trợ khác, Walter de Merton, Tể tướng Anh, sau này là Giám mục Rochester, ông thiết lập những quy chuẩn cho nếp sống đại học; theo cách đó mà Merton College trở nên hình mẫu cho phương thức tài trợ tại Oxford cũng như tại Cambridge. Từ đó, ngày càng có nhiều sinh viên rời những ký túc xá do các dòng tu điều hành để đến sống tại các college.
Nền học thuật mới của Thời kỳ Phục hưng tạo dấu ấn sâu đậm trên Đại học Oxford kể từ thế kỷ 15. Trong số những học giả của giai đoạn này có William Grocyn đã góp phần phục hồi việc nghiên cứu Hy văn, và John Colet, một học giả Kinh Thánh tài năng. Khi bùng nổ cuộc Cải cách Kháng nghị cũng là lúc mối quan hệ với Giáo hội Công giáo Rôma bị cắt đứt. Những người bất phục rời Oxford để đến châu Âu lục địa, chủ yếu tập trung về Đại học Douai. Phương pháp giáo dục tại Oxford được chuyển đổi từ nền học thuật kinh viện Trung Cổ sang nền giáo dục Phục hưng. Năm 1636, Viện trưởng William Laud, cũng là Tổng Giám mục Canterbury, chuẩn hóa quy chế đại học; phần lớn các điều khoản trong quy chế này vẫn được áp dụng cho đến giữa thế kỷ 19. Laud là người có công xác lập những chức năng nhằm bảo đảm các ưu đãi cho Nhà Xuất bản Đại học, cũng đã đóng góp đáng kể cho Thư viện Bodleian, thư viện chính của viện đại học.
Suốt trong cuộc Nội chiến Anh (1642 – 1649) viện đại học là trung tâm của đảng Bảo hoàng, trong khi thị trấn Oxford ủng hộ cánh Quốc hội đối nghịch. Song, kể từ giữa thế kỷ 10, Đại học Oxford ít khi can dự vào các vụ tranh chấp chính trị.
Năm 1729, tại trường Christ Church, một nhóm sinh viên, dưới sự hướng dẫn của hai anh em John và Charles Wesley, cùng đến với nhau để tìm kiếm một nếp sống tôn giáo sâu nhiệm hơn bằng cách nghiên cứu Kinh Thánh, cầu nguyện, và chia sẻ những trải nghiệm tâm linh; đồng thời họ cũng dấn thân trong công tác từ thiện như thăm viếng người tù, và dạy học cho trẻ mồ côi. Nhóm "Câu lạc bộ thánh", như họ được gọi vào thời ấy, là tiền thân của Phong trào Giám lý, có ảnh hưởng sâu rộng trên cộng đồng Kháng Cách cho đến ngày nay.

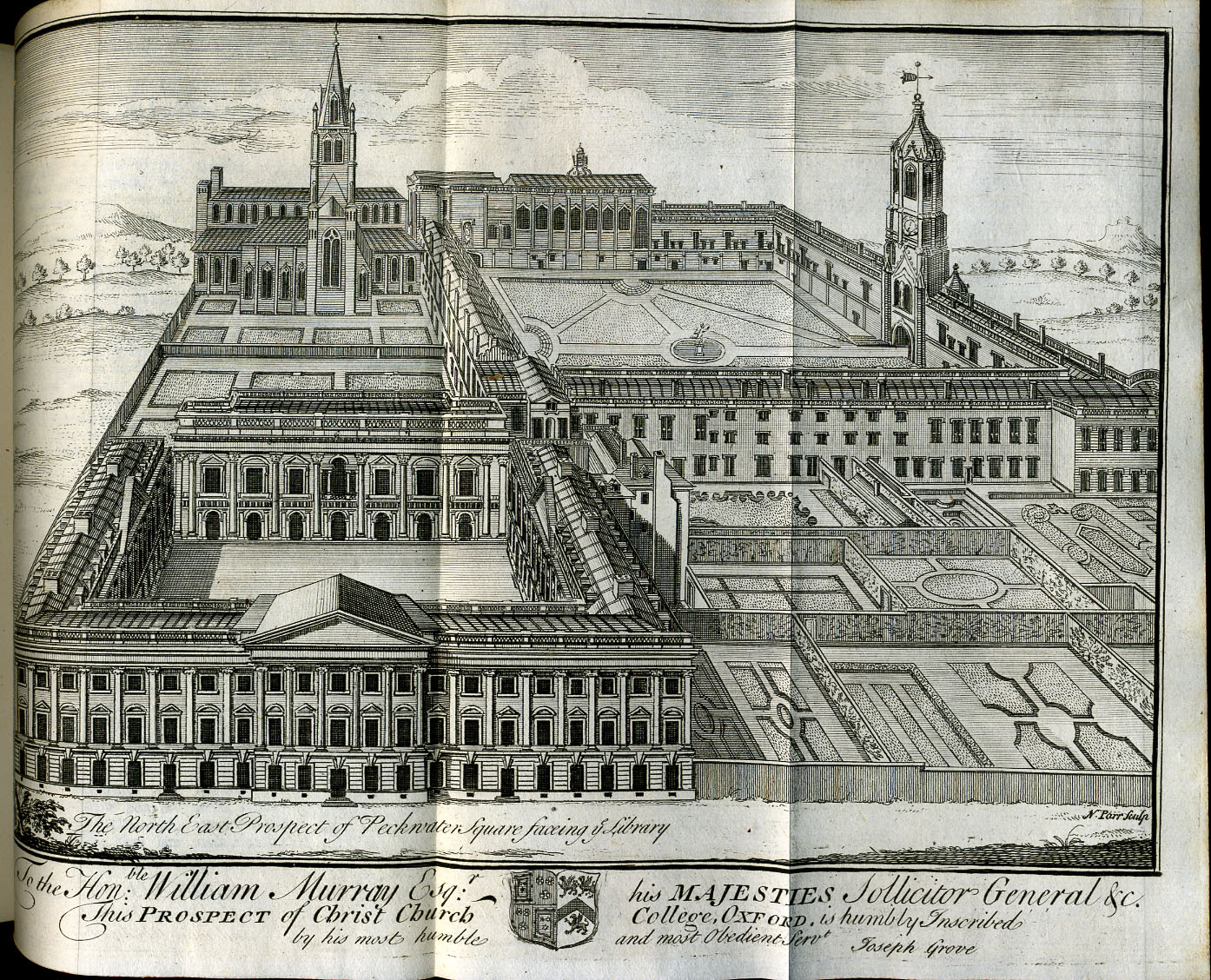
Trường Christ Church, Oxford, 1742.

Giai đoạn giữa thế kỷ 19 chứng kiến những tác động của Phong trào Oxford (1833–1845) khởi phát bởi John Henry Newman (về sau là Hồng y Công giáo). Còn ảnh hưởng của mô hình cải cách từ các đại học Đức đến Oxford qua những học giả như Edward Bouverie Pusey, Benjamin Jowett, và Max Müller.
Trong thế kỷ 19 có nhiều cải cách được thực thi như thay hình thức vấn đáp trong các kỳ thi tuyển sinh bằng thi viết, có thái độ cởi mở hơn đối với các giáo hội ngoài quốc giáo, và thiết lập bốn trường thành viên dành cho nữ giới. Có thêm những cải tổ trong thế kỷ 20 như bỏ việc bắt buộc dự lễ thờ phượng hằng ngày, không chỉ các mục sư mới có thể nhận chức giáo sư môn tiếng Hebrew, trong khuynh hướng giảm thiểu ràng buộc với nề nếp truyền thống, và khởi sự mở các môn học mới về khoa học và y khoa. Từ năm 1920 chấm dứt yêu cầu hiểu biết tiếng Hi Lạp cổ khi nhập học, và tiếng La-tinh từ năm 1960.
Trong danh sách dài các nhân vật xuất chúng của Đại học Oxford có nhiều người người nổi bật trong chính trường, các ngành khoa học, y học, và văn chương Anh. Hơn 40 khôi nguyên Giải Nobel và hơn 50 nhà lãnh đạo thế giới từng có mối quan hệ với Đại học Oxford.

### Giáo dục cho Nữ giới
Từ năm 1875, viện đại học thông qua bản quy chế cho phép thu nhận nữ sinh viên cấp cử nhân. Bốn trường thành viên dành cho nữ được thành lập nhờ sự vận động tích cực của Hội Giáo dục Đại học cho Nữ giới (AEW). Năm 1878 thành lập Trường Lady Margaret, năm 1879 Somerville College; 21 nữ sinh viên đầu tiên đến những nghe giảng bài trong những lớp học ngay tầng trên của một hiệu bánh của Oxford. Kế đó là các trường nữ St Hugh (1886),) St Hilda (1893), và St Anne (1952).

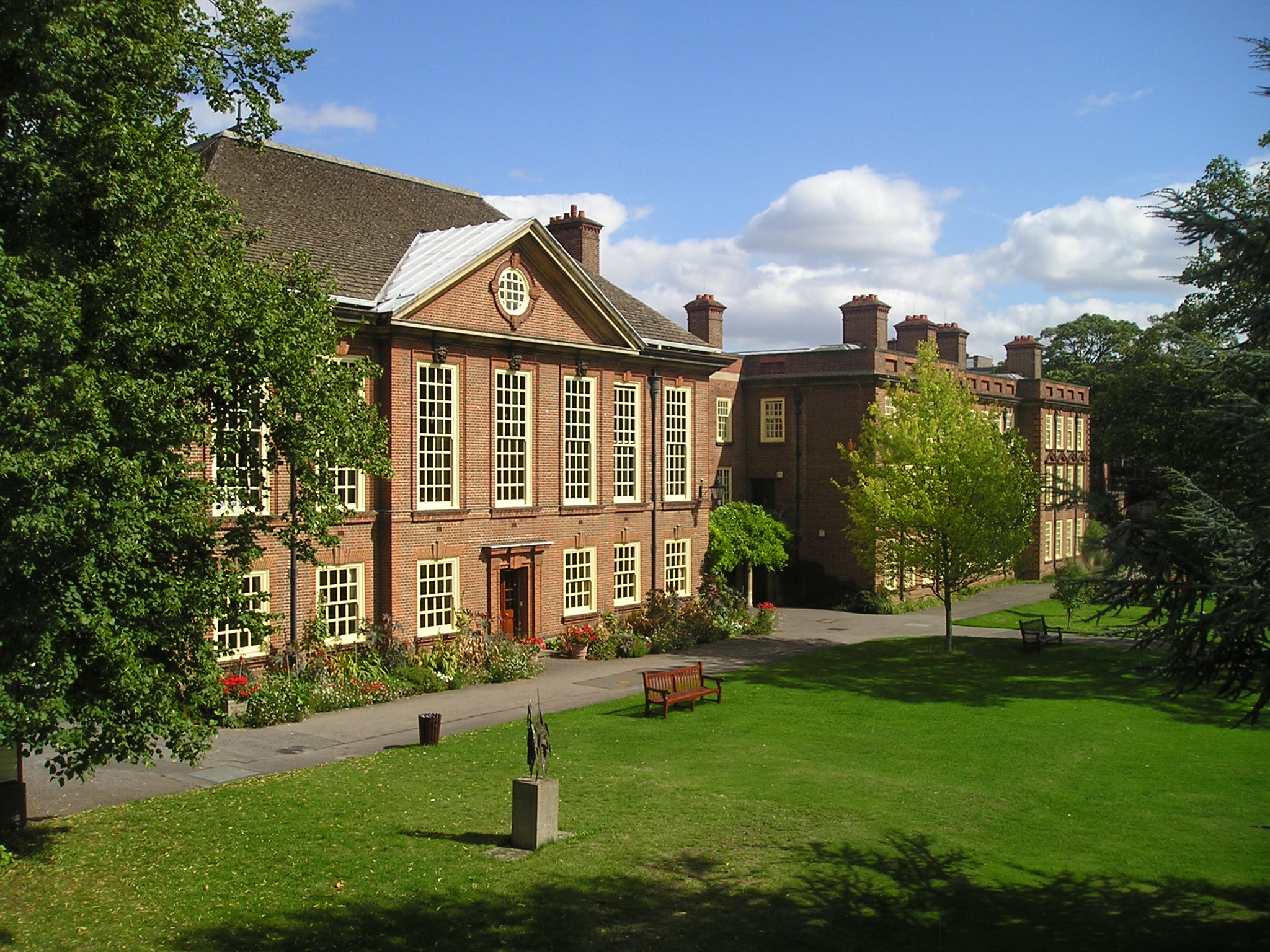
Somerville College

Từ lâu, Oxford vẫn được xem là thành lũy của đặc quyền nam giới, cho nên mãi đến ngày 7 tháng 10 năm 1920, nữ sinh viên của trường mới được hưởng đầy đủ quyền lợi. Năm 1927, các khoa trưởng ra quy định giới hạn số nữ sinh viên không quá một phần tư số nam sinh viên, đến năm 1957, quy định này mới bị hủy bỏ. Tuy vậy, trước thập niên 1970 viện đại học vẫn duy trì hệ thống giáo dục tách biệt giữa các trường nam và trường nữ, và các trường nữ bị giới hạn trong tuyển sinh. Chỉ từ năm 1959 các trường nữ mới có được sự bình đẳng.
Năm 1974 các trường Brasenose, Jesus, Wadham, Hertford, và St Catherine bắt đầu thu nhận nữ sinh viên. Năm 2008, trường nữ duy nhất còn sót lại, St Hilda, nhận nam sinh viên, chấm dứt thời kỳ dài phân biệt giới tính trong tuyển sinh ở Oxford. Đến năm 1988, 40% sinh viên cấp cử nhân ở Oxford là nữ; tỷ lệ này hiện là 48/52, nam giới vẫn tiếp tục duy trì thế đa số ở đây.
Bối cảnh cuốn tiểu thuyết trinh thám Gaudy Night của Dorothy Sayers – Sayers là một trong những phụ nữ đầu tiên nhận văn bằng đại học của Oxford – diễn ra tại một Somerville College ở Oxford, những vấn đề về giáo dục cho nữ giới cũng là tâm điểm của câu chuyện.

## Tổ chức
Là một viện đại học có nhiều đơn vị thành viên, cấu trúc tổ chức của Oxford có thể gây bối rối cho những ai chưa quen với mô hình này. Viện Đại học trông giống như một liên đoàn với hơn bốn mươi trường đại học tự trị, nhưng được điều hành bởi một bộ máy hành chính, đứng đầu là Phó Viện trưởng. Các khoa chuyên ngành đều được tập trung ở đây; chúng không phụ thuộc vào trường thành viên nào. Những khoa này cung ứng lực lượng giảng dạy và nghiên cứu, ấn định giáo trình và phương pháp giảng dạy, tiến hành các cuộc nghiên cứu, thuyết trình, và tổ chức các hội nghị chuyên đề.
Những trường thành viên tổ chức các lớp học cho sinh viên cấp cử nhân. Giảng viên của những khoa và ban chuyên ngành được phân bổ cho nhiều trường thành viên, mặc dù một vài trường không liên kết đa ngành như Nuffield College chỉ chuyên về khoa học xã hội, trong khi hầu hết các trường thành viên đều có tầm liên kết rộng đa ngành. Các tiện nghi giáo dục như thư viện được đáp ứng đầy đủ cho mọi cấp học: ở viện đại học trung tâm có Thư viện Bodleian, mỗi khoa và ban chuyên ngành đều có thư viện riêng, thí dụ như Thư viện Khoa Anh ngữ, còn tại mỗi trường thành viên đều có thư viện đa ngành.

### Hành chính

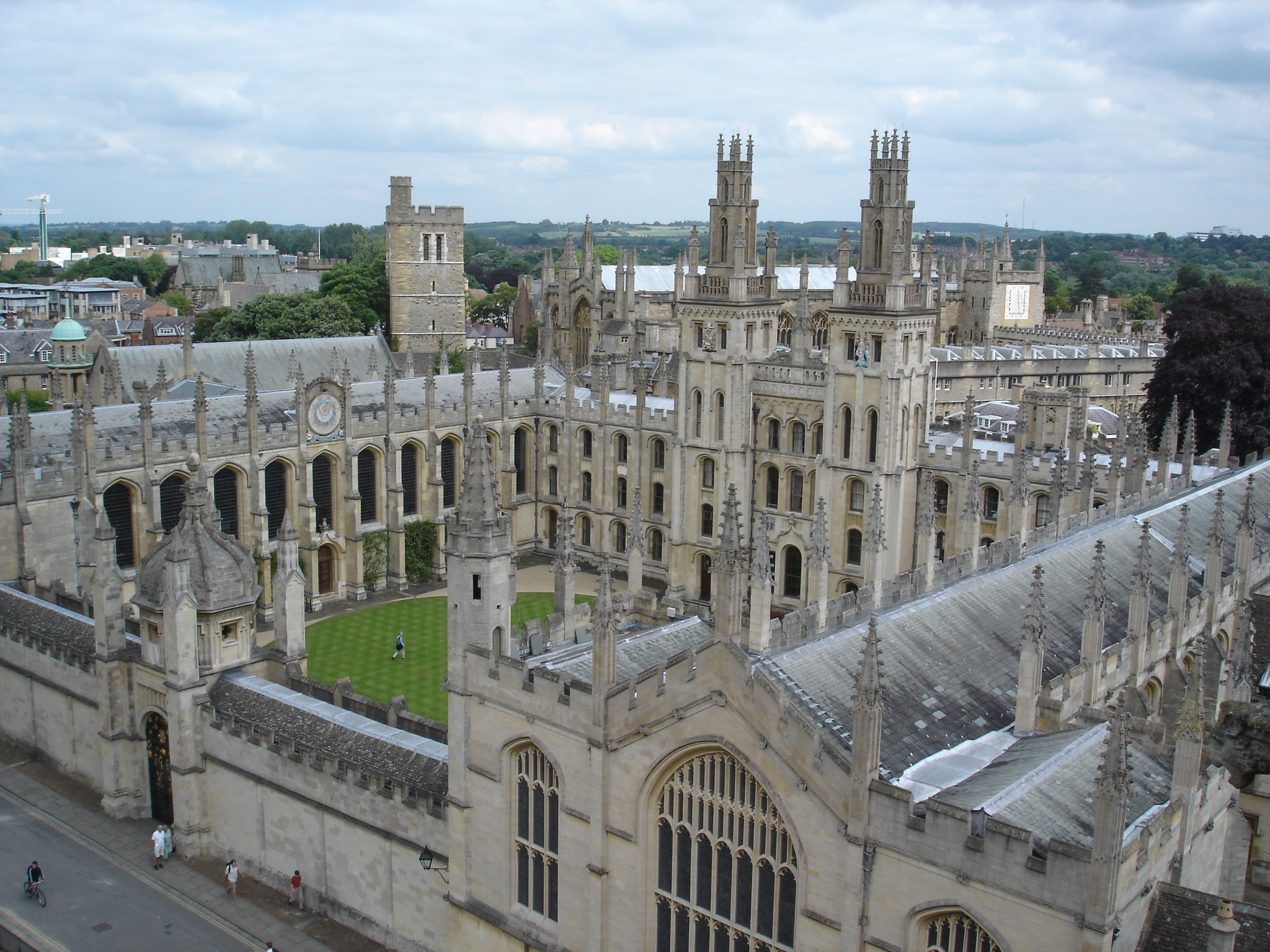
All Souls College, nhìn từ University Church

Lãnh đạo chính thức của viện đại học là Viện trưởng (Chancellor), đương nhiệm là Lord Patten of Barnes, mặc dù giống hầu hết các viện đại học tại Anh, chức vụ Viện trưởng chỉ có tính tượng trưng, không phải giải quyết các công việc thường nhật của trường. Các thành viên Hội nghị (Convocation) bầu chọn Viện trưởng có nhiệm kỳ trọn đời. Lúc đầu, chỉ có những người tốt nghiệp với văn bằng tiến sĩ hoặc thạc sĩ mới được gia nhập Hội nghị, về sau tất cả sinh viên tốt nghiệp đều là thành viên.
Chức danh Phó Viện trưởng (Vice-Chancellor) mới thực sự là người lãnh đạo viện đại học. Phó Viện trưởng đương nhiệm là Louise Richardson, được bổ nhiệm vào tháng 1 năm 2016, và là người phụ nữ đầu tiên nắm giữ chức vụ này. Hiện có năm Phụ tá Phó Viện trưởng đặc trách Giáo dục, Nghiên cứu, Quy hoạch và Tài nguyên, Phát triển và Ngoại vụ, Nhân sự và Cơ hội bình đẳng. Hội đồng Viện Đại học là cơ quan điều hành của nhà trường gồm có Phó Viện trưởng, các khoa trưởng, và các thành viên khác là những người được Hội đoàn (Congregation) bầu chọn, cùng một số quan sát viên của Liên đoàn Sinh viên.
Hội đoàn, "Nghị viện của giới chức viện đại học", có 3 700 thành viên gồm có những nhà khoa bảng và viên chức quản trị của viện đại học, chịu trách nhiệm tối hậu về các vấn đề lập pháp: thảo luận và công bố các chính sách do Hội đồng Viện Đại học đệ trình. Chỉ có Oxford và Cambridge (có cấu trúc tương tự) mới có hình thái quản trị dân chủ như thế.

Đại học Oxford là viện đại học công, trường nhận tiền từ chính phủ, nhưng cũng là là "đại học tư" theo ý nghĩa trường được hoàn toàn tự trị, cũng như có quyền chọn lựa để trở thành trường tư nếu từ chối nhận tiền từ công quỹ.

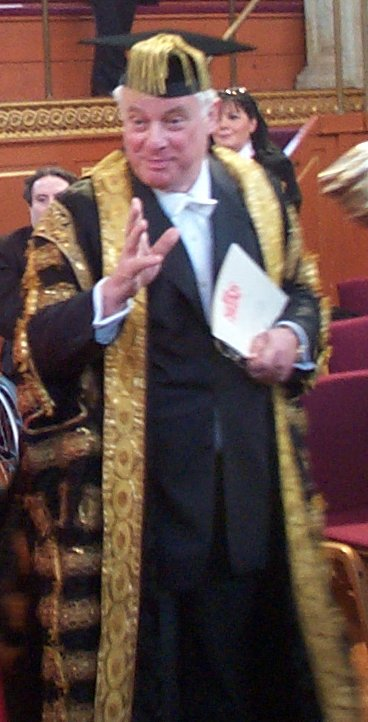
Lord Patten of Barnes, Viện trưởng, trong lễ phục Đại học Oxford.

### Trường thành viên
Có hai loại trường thành viên: college và hall. Oxford có 39 college (trường đại học) và 5 Permanent Private Hall (PPH, tạm dịch: Nhà Riêng Thường trực). Một sự khác biệt giữa college và PPH là college được điều hành bởi các ủy viên đại học, trong khi PPH được thành lập và tiếp tục được điều hành, ít nhất là một phần, bởi giáo hội Kitô giáo có liên quan). Mỗi đơn vị thành viên có quyền tự trị về nhân sự, cấu trúc nội bộ, và điều hành.
Danh sách colleges:
- All Souls
- Balliol
- Brasenose
- Christ Church
- Corpus Christi
- Exeter
- Green Templeton
- Harris Manchester
- Hertford
- Jesus
- Keble
- Kellogg
- Lady Margaret Hall
- Linacre
- Lincoln
- Magdalen
- Mansfield
- Merton
- New College
- Nuffield
- Oriel
- Pembroke
- Queen's
- Reuben
- Somerville
- St Anne's
- St Antony's
- St Catherine's
- St Cross
- St Edmund Hall
- St Hilda's
- St Hugh's
- St John's
- St Peter's
- Trinity
- University
- Wadham
- Wolfson
- Worcester

Danh sách PPHs:
- Blackfriars
- Campion
- Regent's Park
- St Stephen's House
- Wycliffe

### Giảng dạy và Văn bằng
Ở cấp cử nhân, chương trình giảng dạy tập trung vào các buổi học nhóm, mỗi nhóm (từ 1 – 4) sinh viên thảo luận về một đề tài hoặc giải một luận đề. Thường thì mỗi tuần có một hoặc hai lần thảo luận nhóm dưới sự hướng dẫn của giảng viên. Ngoài ra, còn có những buổi thuyết trình, các lớp học, và các hội nghị chuyên đề được tổ chức trên quy mô khoa. Sinh viên cao học được yêu cầu tham dự các lớp học và các hội nghị chuyên đề, mặc dù họ phải dành nhiều thì giờ hơn cho nghiên cứu của riêng họ.
Viện đại học tự tổ chức các kỳ thi và cấp văn bằng. Phải qua được hai đợt khảo thí là yêu cầu tiên quyết cho văn bằng đầu tiên. Đợt đầu, gọi là Honour Moderations ("Mods" và "Honour Mods") hoặc sơ khảo ("Prelims") thường tổ chức vào cuối năm thứ nhất (sau hai học kỳ nếu học Luật, Thần học, Triết học, Tâm lý, hoặc sau năm học kỳ nếu học các môn cổ điển).

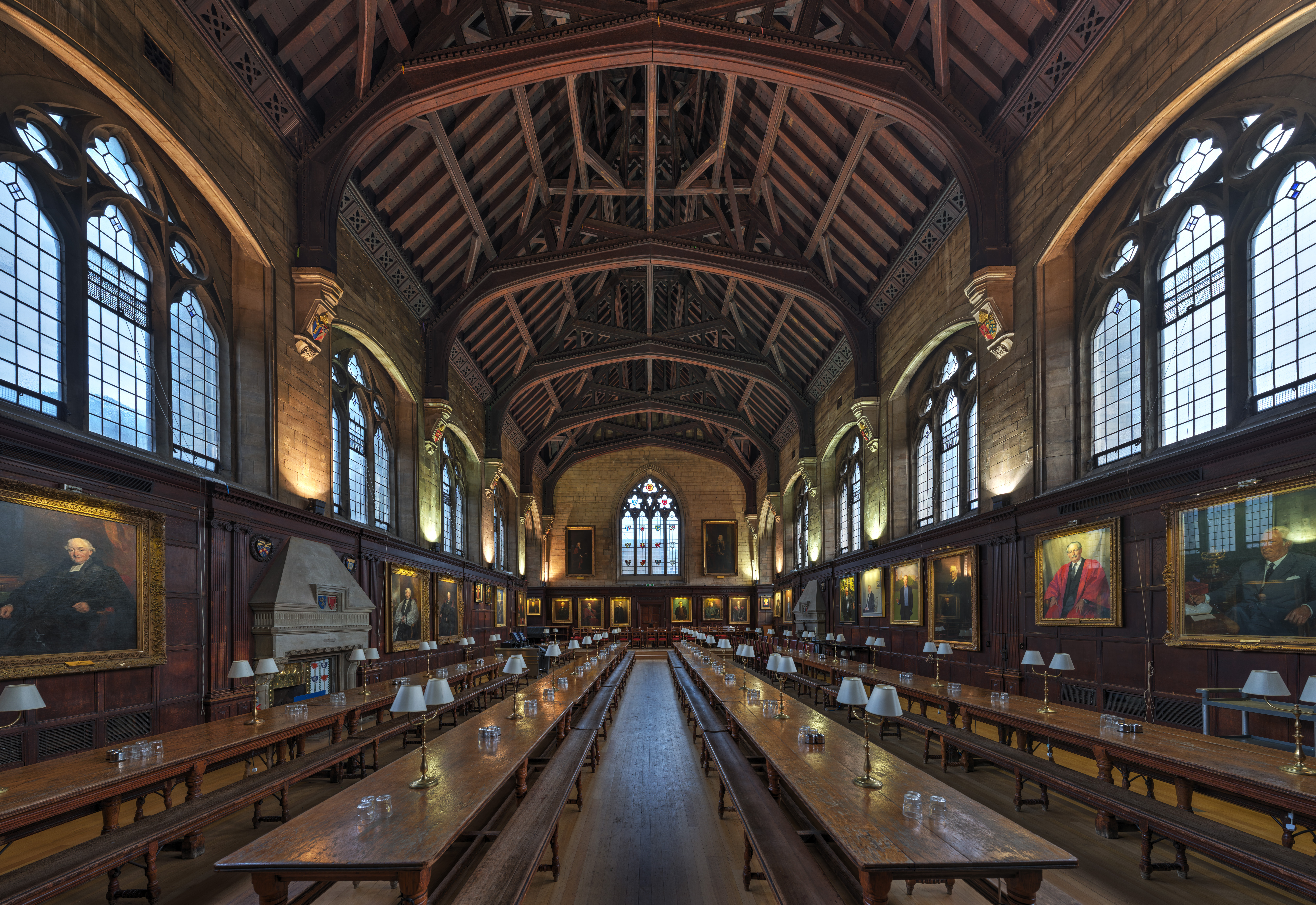
Phòng ăn của Balliol College.

Đợt khảo thí thứ hai, Final Honour School ("Finals") tổ chức vào cuối chương trình cử nhân (cho các môn nhân văn và khoa học xã hội) hoặc vào cuối mỗi năm học sau năm thứ nhất (toán, vật lý và khoa học đời sống, cùng một số môn khoa học xã hội). Dựa vào kết quả kỳ thi chung cuộc (Finals), thí sinh sẽ nhận văn bằng xếp hạng tối ưu, ưu, bình, và bình thứ, hoặc chỉ đơn giản đã "đậu" kỳ thi. Hạng "bình" chiếm tỷ lệ cao nhất trong số thí sinh qua được kỳ thi. Tuy nhiên, chỉ từ hạng "bình thứ" trở lên mới được đi tiếp cho chương trình cao học.

### Niên khóa
Mỗi năm học có ba học kỳ. Học kỳ Michaelmas kéo dài từ tháng 10 đến tháng 12; Học kỳ Hilary từ tháng 1 đến tháng 3; và Học kỳ Trinity từ tháng 4 đến tháng 6.

### Lễ phục
Lễ phục là trang phục bắt buộc khi tham dự các kỳ thi, những buổi họp hội đồng kỷ luật, và khi sinh viên đến gặp các giới chức đại học. Một số bữa ăn đặc biệt của trường cũng yêu cầu sinh viên mặc lễ phục để tham dự. Lễ phục của các học sinh mới đều giống nhau, bao gồm áo trắng, nơ đen, quần hoặc váy đen kèm vớ đen, giày đen, áo khoác cộc tay, và mũ, nhưng theo lệ thì học sinh không được đội mũ mà chỉ được cầm trên tay cho đến khi tốt nghiệp. Hết năm nhất, học sinh ưu tú sẽ được quyền thay áo khoác cộc tay bằng áo khoác có tay dài hơn để biểu đạt vị trí học giả của mình.

## Tài chính
Trong niên khóa 2005-06 Viện đại học thu được 608 triệu bảng Anh, các trường thành viên thu 237 triệu bảng Anh (trong đó có 41 triệu bảng từ Viện đại học rót xuống). Đối với Viện Đại học, những nguồn thu lớn nhất là từ ngân sách quốc gia (166 triệu bảng), và các khoản trợ cấp nghiên cứu (213 triệu bảng). Đối với các trường thành viên, nguồn thu lớn nhất là từ các khoản đóng góp và tiền lãi (82 triệu bảng), và phí ký túc xá (47 triệu bảng). Trong khi Viện Đại học có ngân sách điều hành lớn hơn, thì các trường thành viên có các khoản quyên tặng lớn hơn nhiều, cộng dồn lên đến khoảng 2, 7 tỉ bảng, so với 900 triệu bảng tiền quyên tặng cho Viện Đại học.
Tháng 5, 2008, Viện Đại học phát động chiến dịch gây quỹ gọi là Oxford Thinking – The Campaign for the University of Oxford. Với mục tiêu tối thiểu là 1, 25 tỉ bảng Anh, chiến dịch tìm kiếm ngân quỹ cho ba lãnh vực: các chương trình học thuật cùng các vị trí giảng dạy và nghiên cứu, hỗ trợ sinh viên, xây dựng cơ sở và cấu trúc hạ tầng.

## Tuyển sinh

### Tuổi
Oxford không giới hạn độ tuổi tuyển sinh cấp cử nhân. Thời trước, nam sinh viên năm thứ nhất thường tuổi từ mười bốn đến mười chín. Jeremy Bentham nhập học năm 1761 lúc mười ba tuổi, là một ngoại lệ. Ngày nay, độ tuổi bình thường để vào Oxford là mười bảy, mặc dù đa số ở tuổi mười tám hoặc mười chín. Riêng Trường Harris Manchester chỉ nhận sinh viên đã trưởng thành (trên 21 tuổi). Trên lý thuyết, dù nhỏ tuổi bạn vẫn có thể nhập học nếu đạt yêu cầu tuyển sinh. Năm 1983, Ruth Lawrence trở thành sinh viên Oxford lúc mới mười hai.

### Quy trình

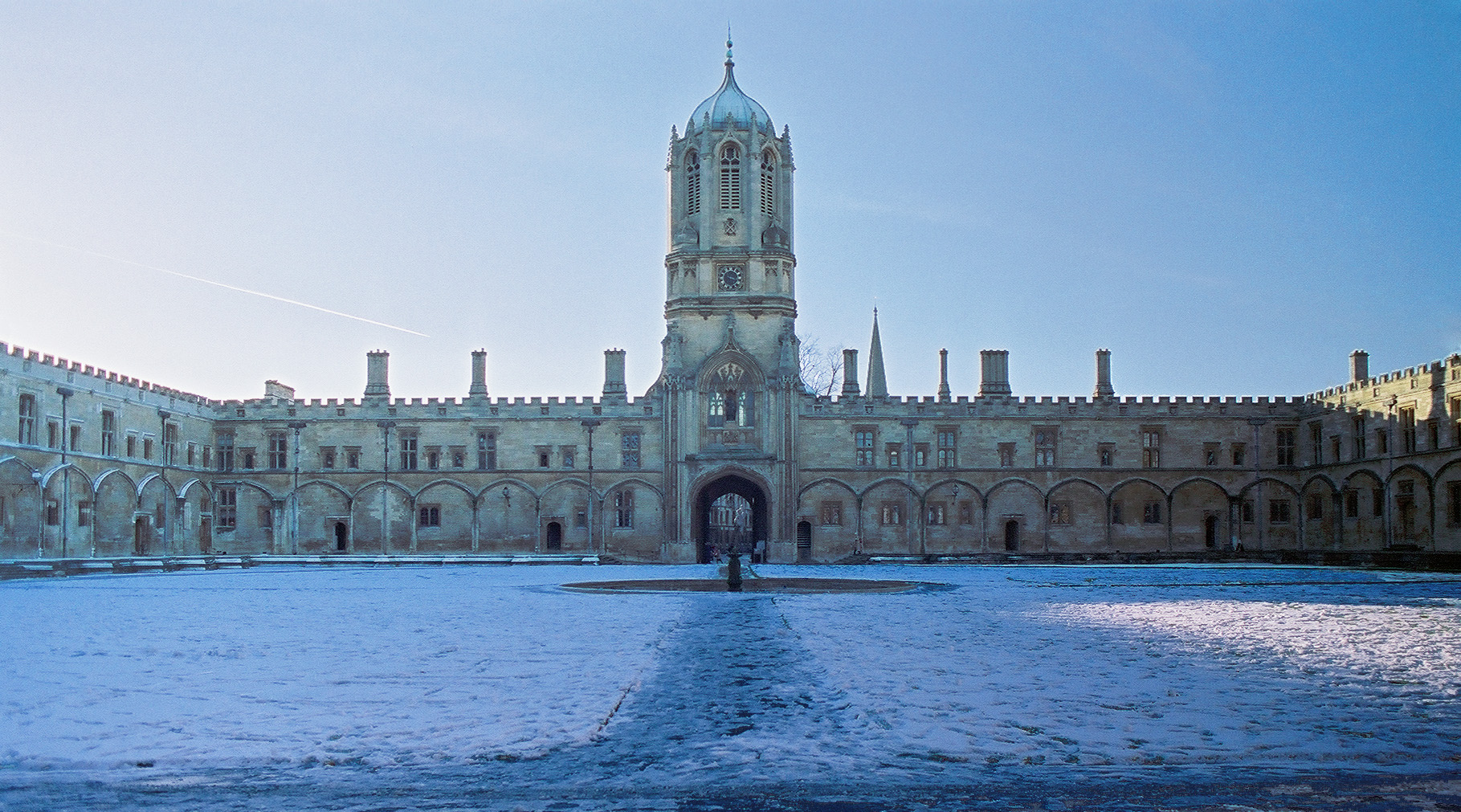
Sân Tom Quad trong tuyết (Trường Christ Church).

Giống các đại học khác ở Anh, thí sinh vào Oxford phải nộp đơn theo hệ thống Dịch vụ Tuyển sinh Đại học (UCAS), tuy nhiên hạn nộp ngày 15 tháng 10 hằng năm sớm hơn 2 tháng cho 2 đại học Oxford và Cambridge so với đa số các đại học khác (hạn nộp 15 tháng 1 năm tiếp theo). Để đánh giá chính xác từng cá nhân, thí sinh không được nộp đơn nhập học hai trường Oxford và Cambridge trong cùng một năm, ngoại trừ những người xin Học bổng Organ, và thí sinh văn bằng hai.
Các trường thành viên phối hợp với nhau để bảo đảm rằng những sinh viên giỏi nhất sẽ giành được một chỗ trong Viện Đại học bất kể trường nào họ chọn. Khoảng 60% thí sinh đậu vòng sơ tuyển, sẽ được mời đến phỏng vấn trong ba ngày trong tháng 12, nhà trường cung cấp bữa ăn và chỗ ở cho những người được mời. Sinh viên bên ngoài châu Âu có thể được phỏng vấn từ xa, thí dụ như qua Internet. Năm 2007, các trường thành viên, khoa, ban chuyên ngành ấn hành một "bộ khung chung" trình bày những nguyên tắc và quy trình cần tuân thủ.
Trước năm 2020, các cuộc phỏng vấn này thường được tổ chức trực tiếp nhưng được chuyển sang trực tuyến trong đại dịch Covid-19 và vẫn trực tuyến kể từ đó.
Giấy mời nhập học sẽ được gởi đến ngay trước Giáng sinh. Cứ bốn thí sinh được chọn sẽ có một người được mời nhập học tại một trường họ không nộp đơn.
Đối với thí sinh cấp cao học, nhiều trường thích chọn những người đã làm nghiên cứu với một trong những giảng viên của trong trường, bộ môn hữu quan sẽ xem xét trước khi chuyển giao cho trường.
Ban Giáo dục Kéo dài của Viện Đại học hỗ trợ những sinh viên lớn tuổi học tại chức. Hầu hết theo học tại Trường Kellogg, dù vài trường khác cũng chấp nhận họ.

## Tiện nghi giáo dục

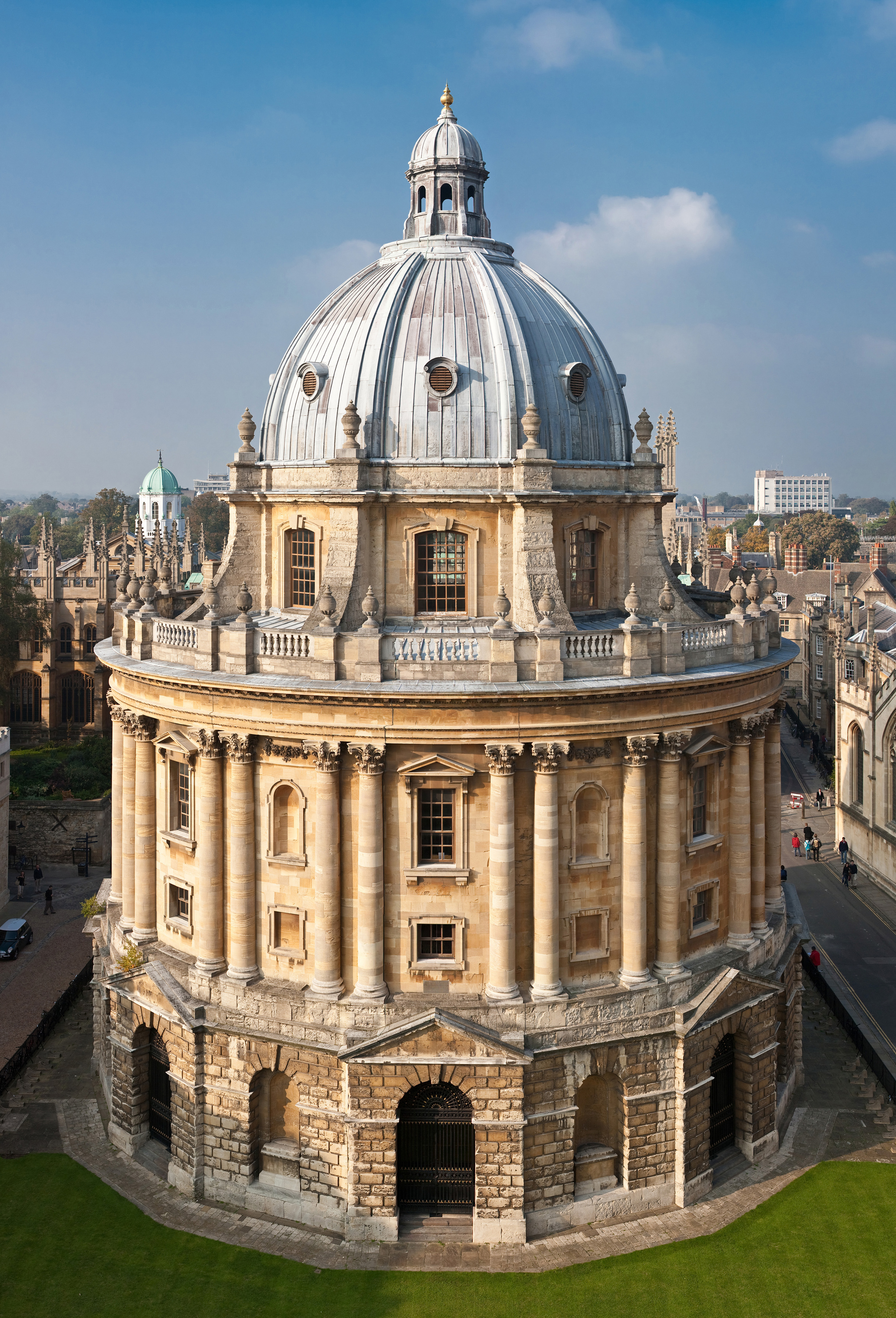
Tòa nhà Radcliffe Camera, xây dựng 1737–1749, là một trong những thư viện của Oxford.

### Thư viện
Oxford có 102 thư viện, trong đó có 30 thư viện thuộc chuỗi Thư viện Bodleian, thư viện nghiên cứu trung tâm của Viện Đại học. Với hơn 11 triệu đầu sách chứa trên các kệ sách có chiều dài 120 dặm (190 km), chuỗi Thư viện Bodleian là thư viện lớn thứ nhì tại Anh, chỉ sau Thư viện Anh Quốc. Thư viện Bodleian là một trong số sáu thư viện ở Anh có đặc quyền lưu trữ, tức là quyền yêu cầu tất cả đầu sách, nhật báo, tạp chí, và tiểu luận xuất bản tại Anh phải nộp cho thư viện một ấn bản của đầu sách ấy. Do đó, tốc độ tăng trưởng chiều dài kệ sách của chuỗi thư viện mỗi năm là hơn 3 dặm (5 km). Những cơ sở chính gồm có thư viện nguyên thủy tại khu tứ giác Old Schools (Sir Thomas Bodley thành lập năm 1598, mở cửa năm 1602), và các tòa nhà Radcliffe Camera, Clarendon, và New Bodleian. Một đường hầm bên dưới Đường Broad nối kết những tòa nhà này với nhau. Những thư viện còn loại thuộc chuỗi Bodleian gồm có Thư viện Luật Bodleian, Thư viện Học viện Ấn Độ, Thư viện Khoa học Radcliffe, Thư viện Học viện Đông phương, và Thư viện Lịch sử Hoa Kỳ Vere Harmsworth.
Tháng 10, 2010, Oxford khánh thành một kho chứa sách mới ở South Marston, Swindon, và tòa nhà New Bodleian đang được tái thiết, mang tên mới Thư viện Weston khi khánh thành trong năm 2015, nhằm xây dựng một sảnh trưng bày những bộ sưu tập quý của thư viện (trong đó có tuyển tập những vở kịch của Shakespeare xuất bản năm 1623 mà giới học giả thường gọi là First Folio, và quyển Kinh Thánh Gutenberg), cũng như những cuộc triển lãm khác.
Những thư viện chuyên ngành của Oxford gồm có Thư viện Sackler lưu giữ những bộ sưu tập cổ điển, và những thư viện khác trực thuộc những ban học thuật và các trường thành viên. Các thư viện của Oxford dành cho các sinh viên tùy nghi sử dụng, ngoại trừ thư viện Codrington thuộc trường All Souls, có yêu cầu sinh viên phải đăng ký thành viên mới được vào. Hầu như tất cả thư viện của Oxford đều có chung một danh mục liệt kê, Hệ thống Thông tin Thư viện Oxford.

### Bảo tàng
Bên cạnh hệ thống thư viện đồ sộ của mình, Oxford còn có những viện bảo tàng. Bảo tàng Ashmolean, thành lập năm 1683, là viện bảo tàng lâu đời nhất nước Anh, cũng là viện bảo tàng đại học cổ xưa nhất thế giới. Lưu giữ tại viện bảo tàng này là những bộ sưu tập quan trọng về nghệ thuật và khảo cổ, trong đó có những tác phẩm của Michelangelo, Leonardo da Vinci, Turner, và Picasso, cùng các cổ vật quý như bình đá Scorpion, bia văn Parian, và bộ châu báu Alfred. Ở đây còn có cây đàn vĩ cầm cổ của Stradivarius, "The Messiah", được xem là một trong số những cây đàn vĩ cầm tinh xảo nhất còn hiện hữu.
Sau đợt tái thiết tốn 49 triệu bảng, Bảo tàng viện Ashmolean mở cửa trong tháng 11 năm 2009 với diện tích sử dụng được tăng gấp đôi cùng những tiện nghi mới.

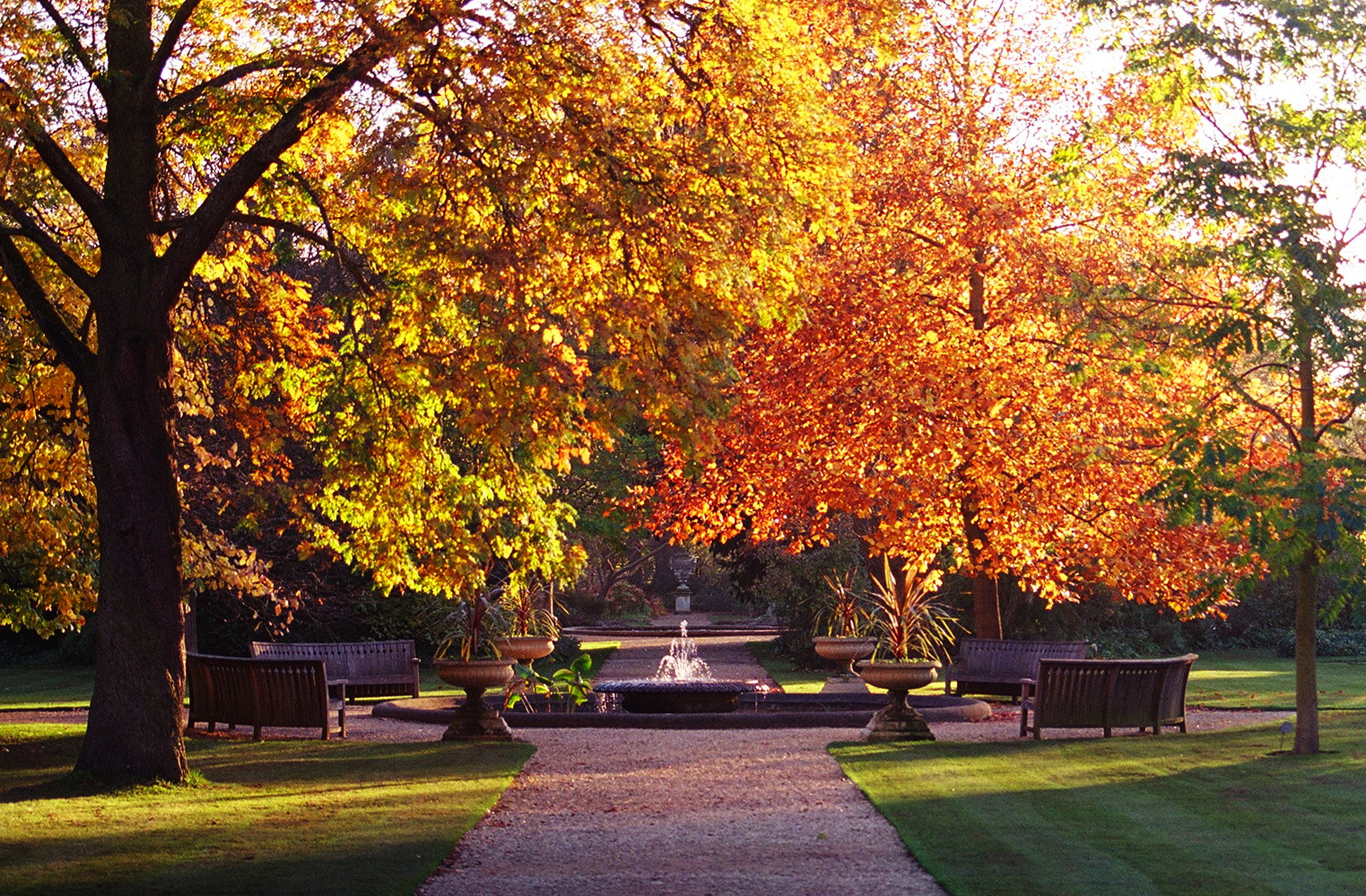
Mùa thu trong Vườn Bách thảo Oxford.

Bảo tàng Lịch sử Thiên nhiên lưu giữ những mẫu vật lịch sử thiên nhiên của Viện Đại học. Tọa lạc tại một tòa nhà lớn theo kiến trúc neo-Gothic trên đường Parks, thuộc Khu Khoa học của Viện Đại học. Trong bộ sưu tập của viện bảo tàng có những bộ xương của loài khủng long bạo chúa và loài khủng long ba sừng, cùng bộ sưu tập gần như hoàn chỉnh loài chim dodo được tìm thấy bất cứ nơi nào trên thế giới.
Kế đó là Bảo tàng Pitt Rivers, thành lập năm 1884, trưng bày những bộ sưu tập nhân học và khảo cổ học của Viện Đại học, đang lưu trữ hơn 500 000 hiện vật. Nhiều cán bộ của viện bảo tàng giảng dạy môn nhân học tại Oxford từ ngày mới thành lập, khi Tướng Augustus Pitt Rivers yêu cầu Viện Đại học thiết lập môn nhân học theo một trong những điều kiện ông đưa ra khi đóng góp cho nhà trường.
Bảo tàng Lịch sử Khoa học nằm trong tòa nhà cổ trên đường Broad, chứa 15 000 hiện vật từ thời cổ đại đến thế kỷ 20 tiêu biểu cho hầu hết mọi khía cạnh của lịch sử khoa học.
Khoa Âm nhạc nằm trên Đường St Aldate ở Oxford, lưu giữ bộ sưu tập Bate các loại nhạc cụ thuộc dòng nhạc cổ điển phương Tây từ thời Trung Cổ cho đến nay.
Vườn Bách thảo là vườn thực vật lâu đời nhất ở Anh, và là vườn bách thảo lâu đời thứ ba của thế giới. Ở đây có thể tìm thấy hơn 90% họ thực vật trên thế giới. Phòng Tranh Christ Church có bộ sưu tập hơn 200 tác phẩm của các họa sĩ trước năm 1800.

### Hội học sinh
Ngoài hội học sinh chính thức (Oxford University Student Union), trường Đại học Oxford còn có hàng trăm hội nhóm được sáng lập bởi sinh viên cho các mục đích khách nhau, ví dụ như từ thiện (Raise-and-Give Oxford...), nhóm sinh hoạt cho sinh viên các nước (German Soc, Scandinavian Soc, VOX...), nhòm trao đổi về môn học (PPE Soc Lưu trữ ngày 12 tháng 4 năm 2020 tại Wayback Machine, Law Soc...). Trong đó, lâu đời nhất là The Oxford Union Society (thường gọi là Oxford Union).

### Oxford Union
The Oxford Union Society (thường gọi là Oxford Union) là hội nhóm học sinh lâu đời nhất của trường Đại học Oxford. Được thành lập vào năm 1823, Oxford Union là một trong những hội nhóm học sinh lâu đời nhất Vương Quốc Anh, và một trong những hội nhóm học sinh uy tín nhất thế giới. Oxford Union có chức năng chính là hội nhóm biện luận, nhưng ngoài ra hội còn có truyền thống mời các nhân vật có ảnh hưởng trong giới chính trị, học viện, kinh doanh, cũng như là giải trí, từ các cựu tổng thống Mỹ Ronald Reagan, Jimmy Carter, Richard Nixon và Bill Clinton, Thủ tướng anh như Winston Churchill, Margaret Thatcher, David Cameron và Theresa May, nhà đấu tranh Malcolm X, Đức Dalai Lama và Mẹ Teresa, diễn viên Morgan Freeman, các ca sỹ Elton John, Michael Jackson...

## Uy tín
Trên bảng xếp hạng của Times Good University Guide 2008, Oxford chiếm vị trí số một ở Anh, kế đó là Cambridge. Oxford được xếp hạng đầu trong các môn Chính trị học, Khoa học Sinh lý, Anh ngữ, Hội họa, Kinh doanh, Trung Đông học và Phi châu học, Âm nhạc, Triết học, riêng hai môn Giáo dục học và Ngôn ngữ học cùng xếp hạng nhất với Cambridge. Oxford đứng kế Cambridge trong 17 môn khác. Oxford có 3 hạng ba, 1 hạng ba đồng hạng, và có 3 môn xếp hạng tư, năm, và sáu đồng hạng.
Oxford xếp vị trí thứ 7 thế giới và thứ 2 ở châu Âu trong bảng xếp hạng Academic Ranking of World Universities 2019.
Trên bảng Times Higher Education World University Rankings 2022, Oxford ở hạng nhất thế giới (Caltech hạng nhì, Đại học Harvard đồng hạng nhì), và là năm thứ tư liên tiếp xếp đầu bảng này. Trên bảng QS World University Rankings 2021, Oxford vẫn xếp hạng dẫn đầu trước Đại học Stanford, Đại học Harvard và Viện Công nghệ California.

## Nhân vật nổi tiếng

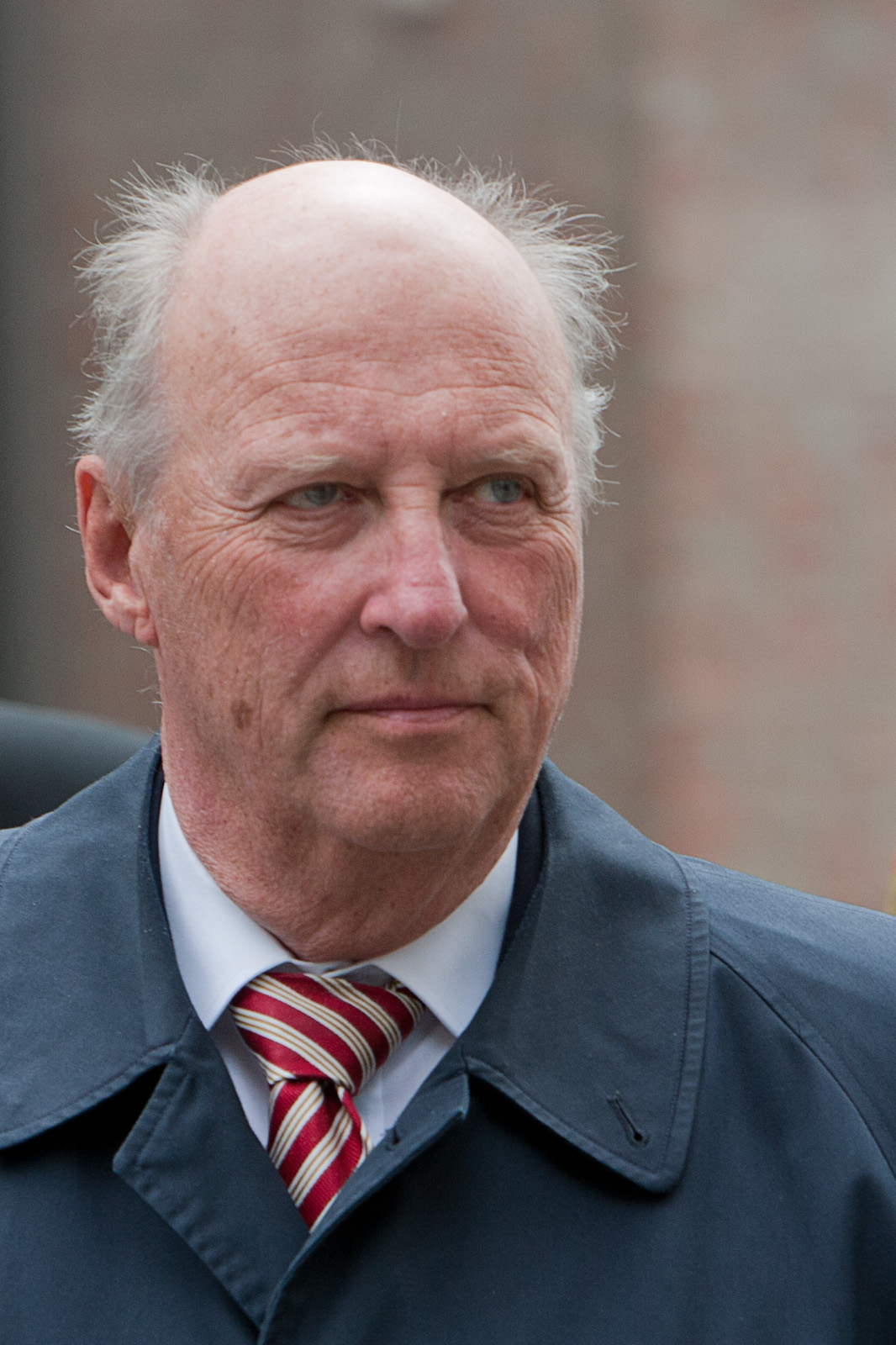
Vua Harald V của Na Uy.

Có nhiều cựu sinh viên Oxford (Oxonian) nổi tiếng trên khắp thế giới:
Trong danh sách Thủ tướng Anh có những người từng theo học tại Oxford như William Gladstone, Herbert Asquith, Clement Attlee, Harold Macmillan, Harold Wilson, Edward Heath, Margaret Thatcher, Tony Blair và cựu thủ tướng David Cameron.
Có ít nhất 30 nhà lãnh đạo trên thế giới đã thụ hưởng nền giáo dục tại Oxford, gồm có Harald V của Na Uy, Abdullah II của Jordan, ba Thủ tướng Úc (John Gorton, Malcolm Fraser và Bob Hawke), hai Thủ tướng Canada (Lester B. Pearson, và John Turner), Thủ tướng Ấn Độ Manmohan Singh và Indira Gandhi (dù bà chưa hoàn tất chương trình học để được cấp bằng), năm Thủ tướng Pakistan (Liaquat Ali Khan, Huseyn Shaheed Suhrawardy, Sir Feroz Khan Noon, Zulfiqar Ali Bhutto, và Benazir Bhutto), S. W. R. D. Bandaranaike (cựu Thủ tướng Sri Lanka), Norman Washington Manley của Jamaica, Eric Williams (Thủ tướng Trinidad và Tobago), Álvaro Uribe (Cựu Tổng thống Colombia'), Abhisit Vejjajiva (cựu Thủ tướng Thái Lan), và Bill Clinton (Tổng thống Mỹ đầu tiên từng theo học ở Oxford; ông được Học bổng Rhodes). Arthur Mutambara (Phó Thủ tướng Zimbabwe) cũng là người được Học bổng Rhodes. Festus Mogae (cựu Tổng thống Botswana) từng là sinh viên University College.

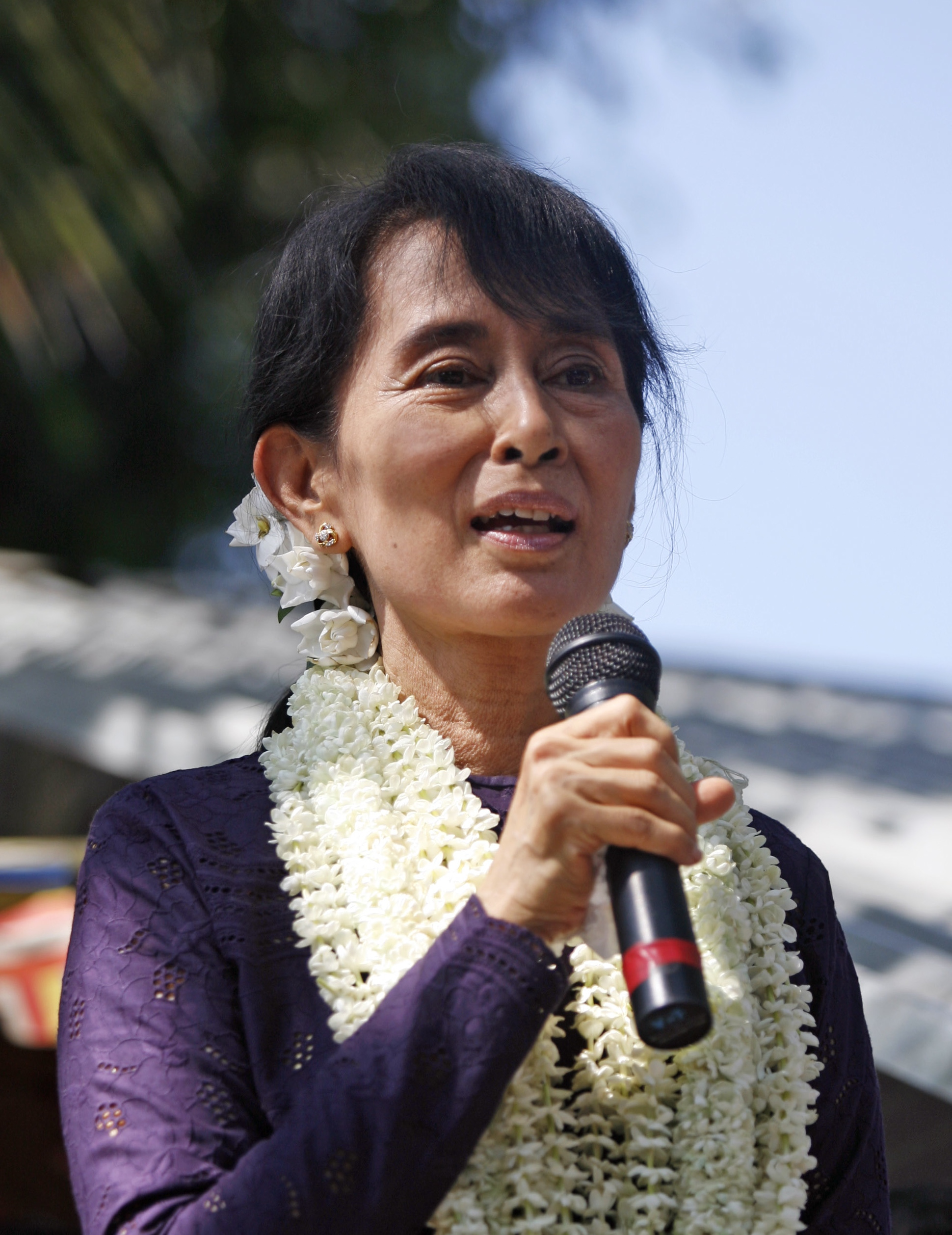
Aung San Suu Kyi.

Nhà dân chủ Miến Điện và là khôi nguyên Giải Nobel, Aung San Suu Kyi, từng học ở St. Hugh's College. Ngoài Aung San Suu Kyi, còn có 47 người đoạt Giải Nobel từng học hoặc giảng dạy tại Oxford.
Oxford cũng là nơi xuất thân của ít nhất 12 vị thánh, và 20 Tổng Giám mục Canterbury kể cả Tổng Giám mục Canterbury gần đây Rowan Williams, (ông học tại Wadham College rồi trở thành Giáo sư tại Christ Church).
Nhà cải cách tôn giáo John Wycliffe từng là học giả và giáo sư tại Balliol College. John Colet, nhà nhân văn Kitô giáo, kinh sĩ trưởng Nhà thờ chính tòa Thánh Paul, từng học ở Magdalen College. Người khởi xướng Phong trào Giám Lý, John Wesley, đã học tại Christ Church College và được bầu làm ủy viên của Lincoln College. Phong trào Oxford trong Giáo hội Anh cũng khởi phát từ đây với các nhân vật như John Henry Newman, Edward Bouverie Pusey và John Keble.
Những nhân vật tôn giáo khác là Mirza Nasir Ahmad, Caliph của Cộng đồng Hồi giáo Ahmadiyya, và Shoghi Effendi, một trong những lãnh tụ của đạo Baha'i.
Khoảng 40 người đoạt huy chương Olympic có mối quan hệ học thuật với Oxford, trong đó có Sir Matthew Pinsent, bốn huy chương vàng môn đua thuyền. T. E. Lawrence sinh viên của Jesus College, ngoài ra còn có nhiều sinh viên Oxford xuất sắc khác là nhà thám hiểm, nhà văn, và nhà thơ, Sir Walter Raleigh, (từng học tại Oriel College nhưng rời trường mà không có văn bằng nào) và ông trùm truyền thông người Úc, Rupert Murdoch.

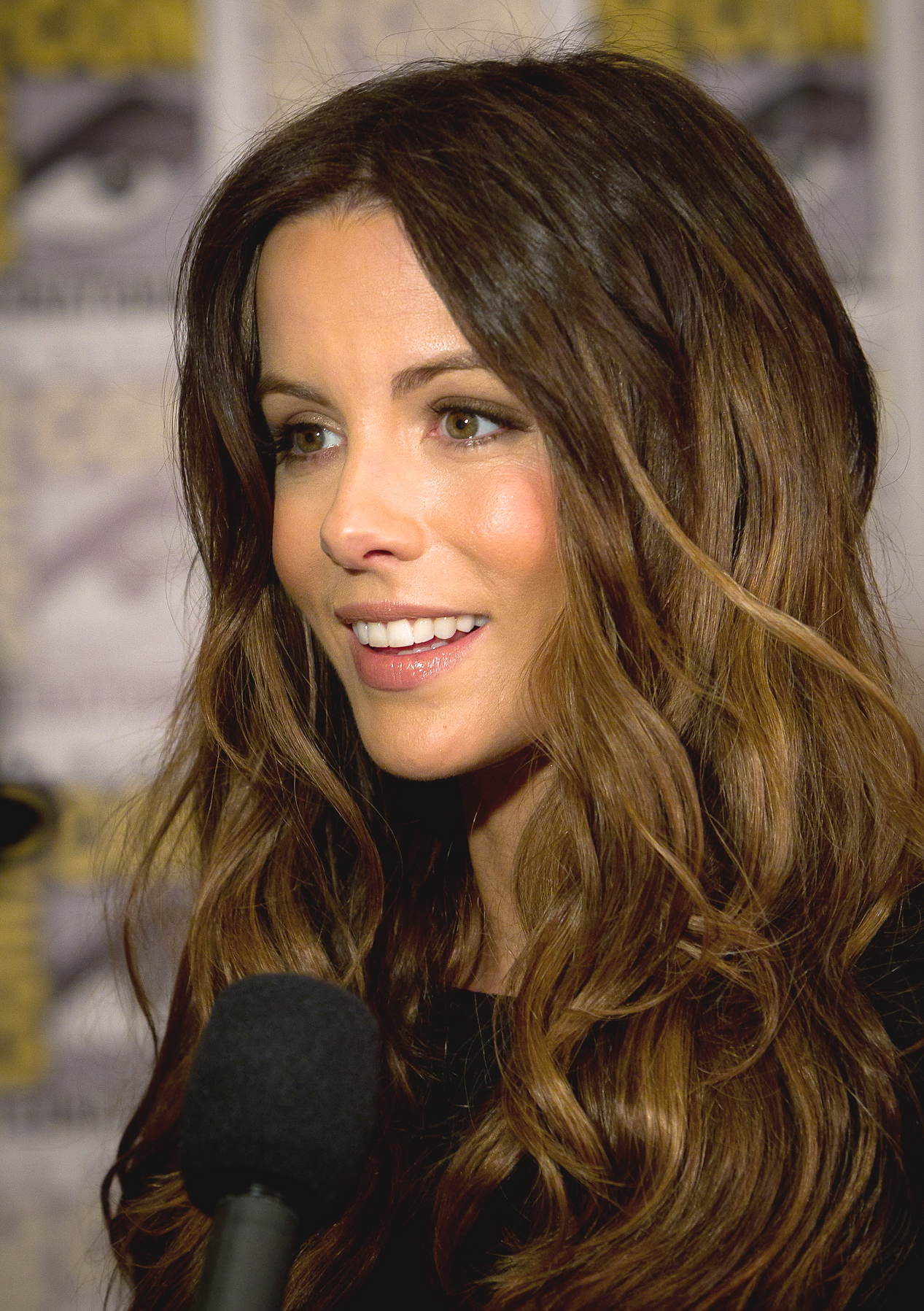
Kate Beckinsale.

Trong danh sách dài các tác gia có quan hệ với Oxford có John Fowles, Theodor Geisel, Thomas Middleton, Samuel Johnson, Robert Graves, Evelyn Waugh, Lewis Carroll, Aldous Huxley, Oscar Wilde, C. S. Lewis, J. R. R. Tolkien, Graham Greene, V.S.Naipaul, Philip Pullman, Joseph Heller, Vikram Seth, những thi sĩ Percy Bysshe Shelley, John Donne, A. E. Housman, W. H. Auden, T. S. Eliot, Wendy Perriam và Philip Larkin, và bảy nhà thơ được trao giải (Thomas Warton, Henry James Pye, Robert Southey, Robert Bridges, Cecil Day-Lewis, Sir John Betjeman, và Andrew Motion).
Các kinh tế gia Adam Smith, Alfred Marshall, E. F. Schumacher và Amartya Sen, cùng các triết gia Robert Grosseteste, William of Ockham, John Locke, Thomas Hobbes, Jeremy Bentham, và A. J. Ayer từng học ở Oxford.
Những nhà khoa học tiếng tăm như Robert Hooke, Stephen Hawking, Richard Dawkins, Frederick Soddy, Tim Berners-Lee, co-inventor of the World Wide Web, and Dorothy Hodgkin. Robert Boyle, Albert Einstein, Edwin Hubble, Erwin Schrödinger cũng từng học hoặc làm việc tại Oxford.
Tương tự, những nhà soạn nhạc Sir Hubert Parry, George Butterworth, John Taverner, William Walton, James Whitbourn và Andrew Lloyd-Webber từng có thời kỳ sống ở Oxford.
Các diễn viên Hugh Grant, Kate Beckinsale, Dudley Moore, Michael Palin, và Terry Jones từng là sinh viên cấp cử nhân tại Viện Đại học, cũng từng học ở Oxford là Florian Henckel von Donnersmarck, và những nhà làm phim Ken Loach và Richard Curtis, cả hai đều nhận Giải Oscar. Trong lĩnh vực thể thao còn có Imran Khan.
Trong số những người Việt Nam thành danh từng theo học tại Oxford có Trịnh Hội, nhà hoạt động xã hội, diễn viên.

## Oxford trong văn học và truyền thông
Đại học Oxford được sử dụng làm bối cảnh cho nhiều tác phẩm văn học hư cấu. Từ năm 1400, Chaucer đã nhắc đến "sinh viên Oxenford" trong quyển Cantebury Tales. Đến năm 1989, có 533 cuốn tiểu thuyết lấy Oxford làm bối cảnh, và con số này đang gia tăng. Trong số các tác phẩm nổi tiếng có thể kể từ quyển Brideshead Revisited của Evelyn Waugh đến His Dark Materials của Philip Pullman.

## Các cơ quan thành viên

### Truyền thông
- Cherwell (do sinh viên xuất bản)
- Isis (s. viên xuất bản)

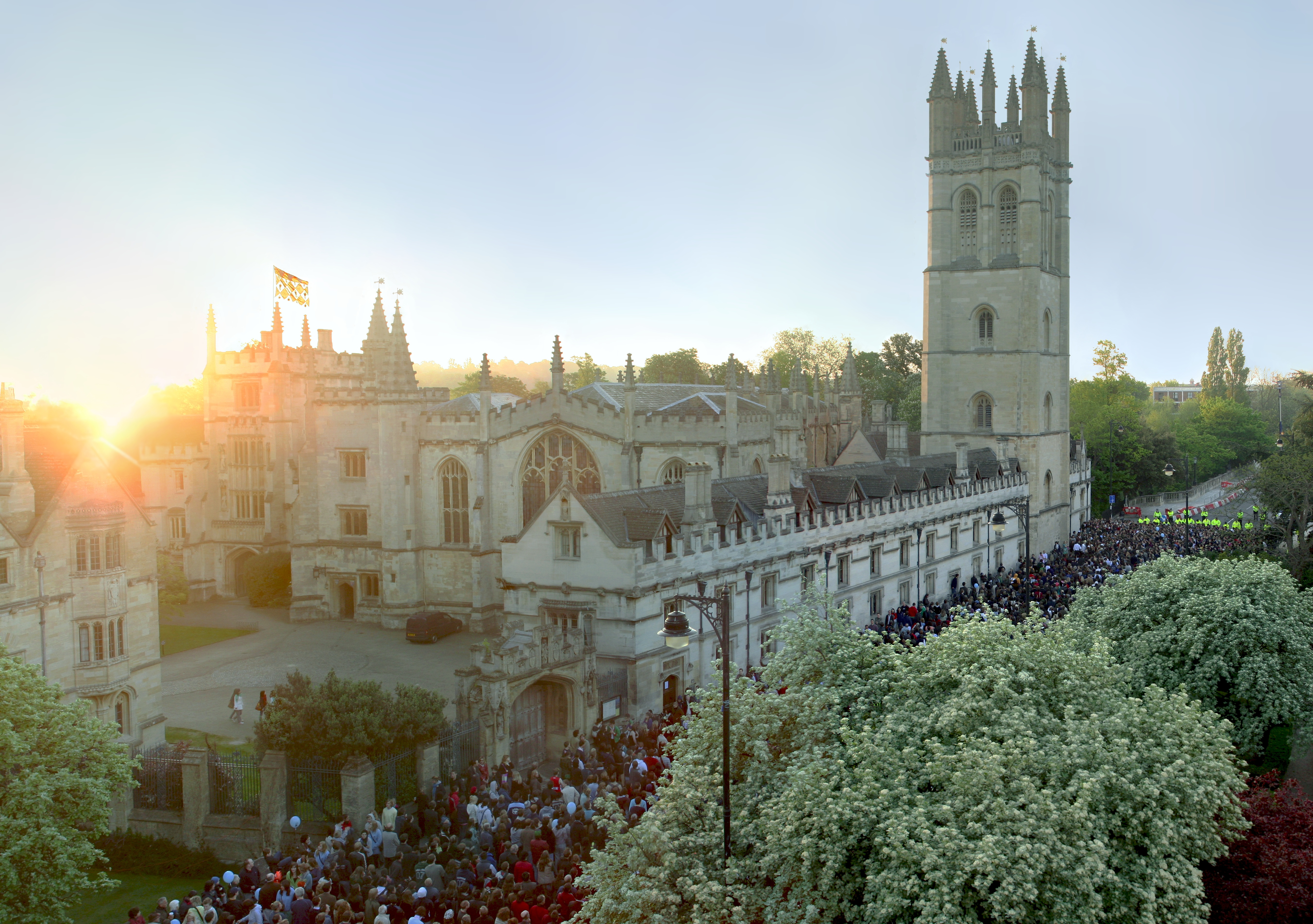
Magdalen College, một buổi sáng tháng 5 năm 2007.

- Oxford Student Publications Limited (Nhà xuất bản của sinh viên)
- The Owl Journal (s. viên xuất bản)
- Journal of the Oxford University History Society (tạp chí học thuật)
- Oxford University Press (nhà xuất bản đại học lớn nhất thế giới)
- Oxide Radio (đài phát thanh của sinh viên)
- The Oxford Student (s. viên xuất bản)
- The Oxonian Review of Books (s. viên cao học xuất bản)
- The Triple Helix Oxford (s. viên xuất bản)
- The Oxymoron (ấn phẩm châm biếm của sinh viên)

### Kiến trúc và công viên
- Christ Church Cathedral, Oxford
- Oxford University Parks
- Radcliffe Camera
- Rhodes Trust, the centre of the Rhodes Scholarship
- Sheldonian Theatre
- Tom Tower
- University Church of St Mary the Virgin
- Oxford Botanic Garden and Harcourt Arboretum

## Hình ảnh

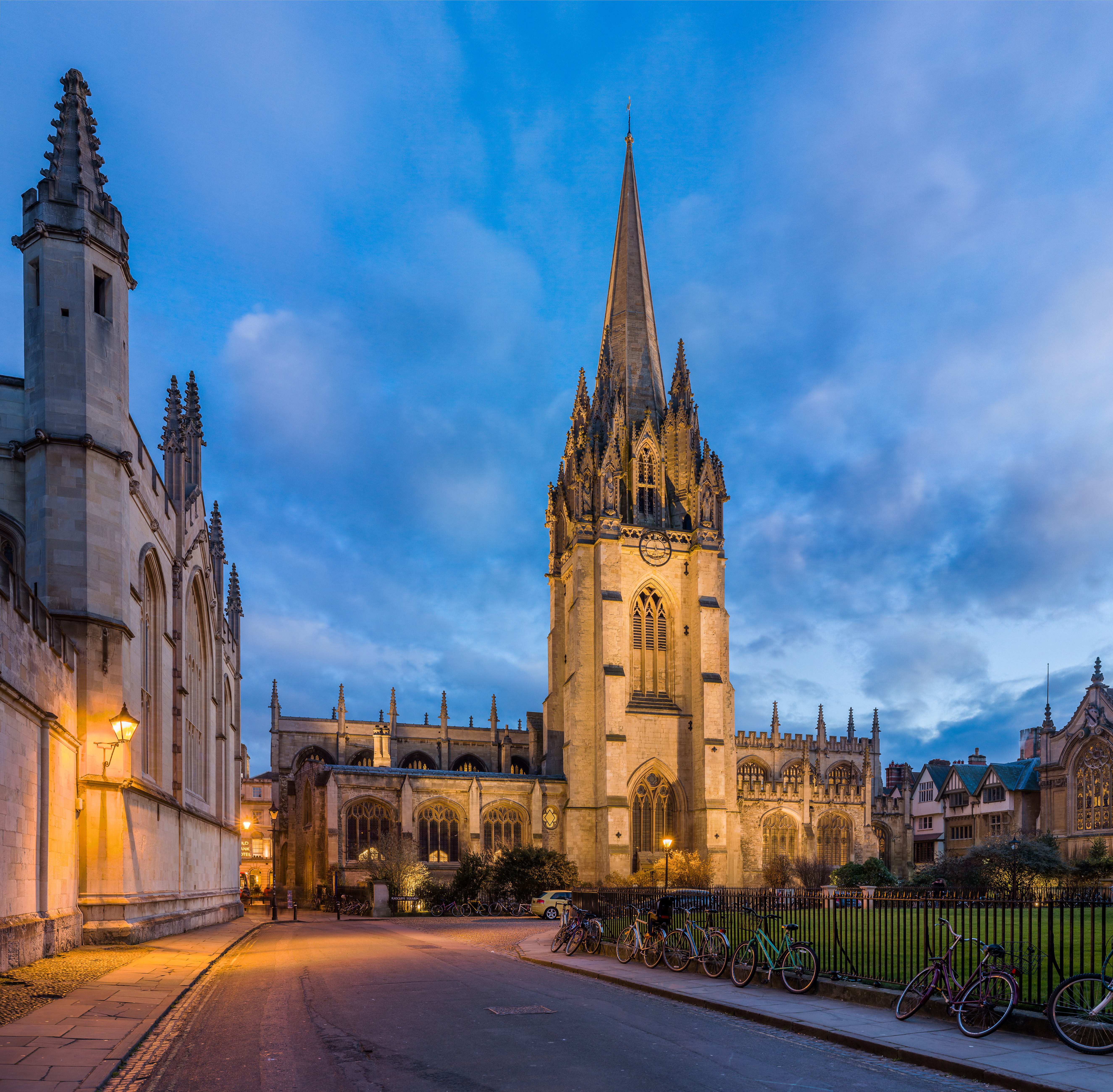
Nhà thờ St Mary của Viện Đại học.
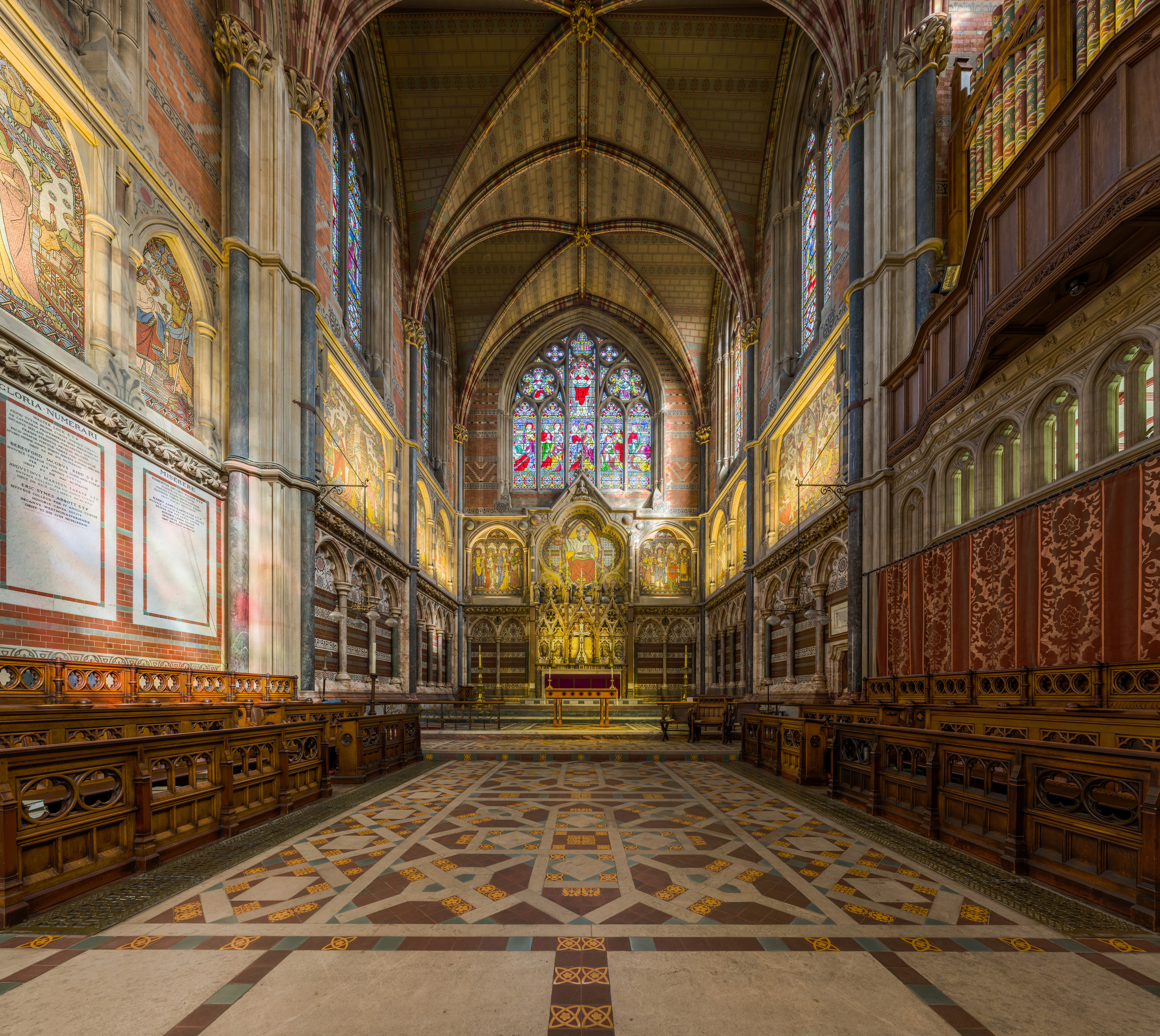
Nhà nguyện của Keblew College.
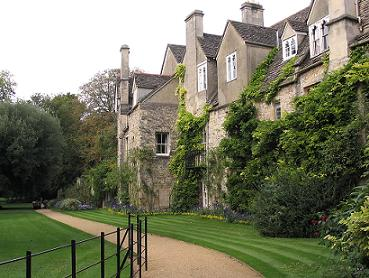
Worcester College.
Bên trong Bảo tàng Lịch sử Tự nhiên.
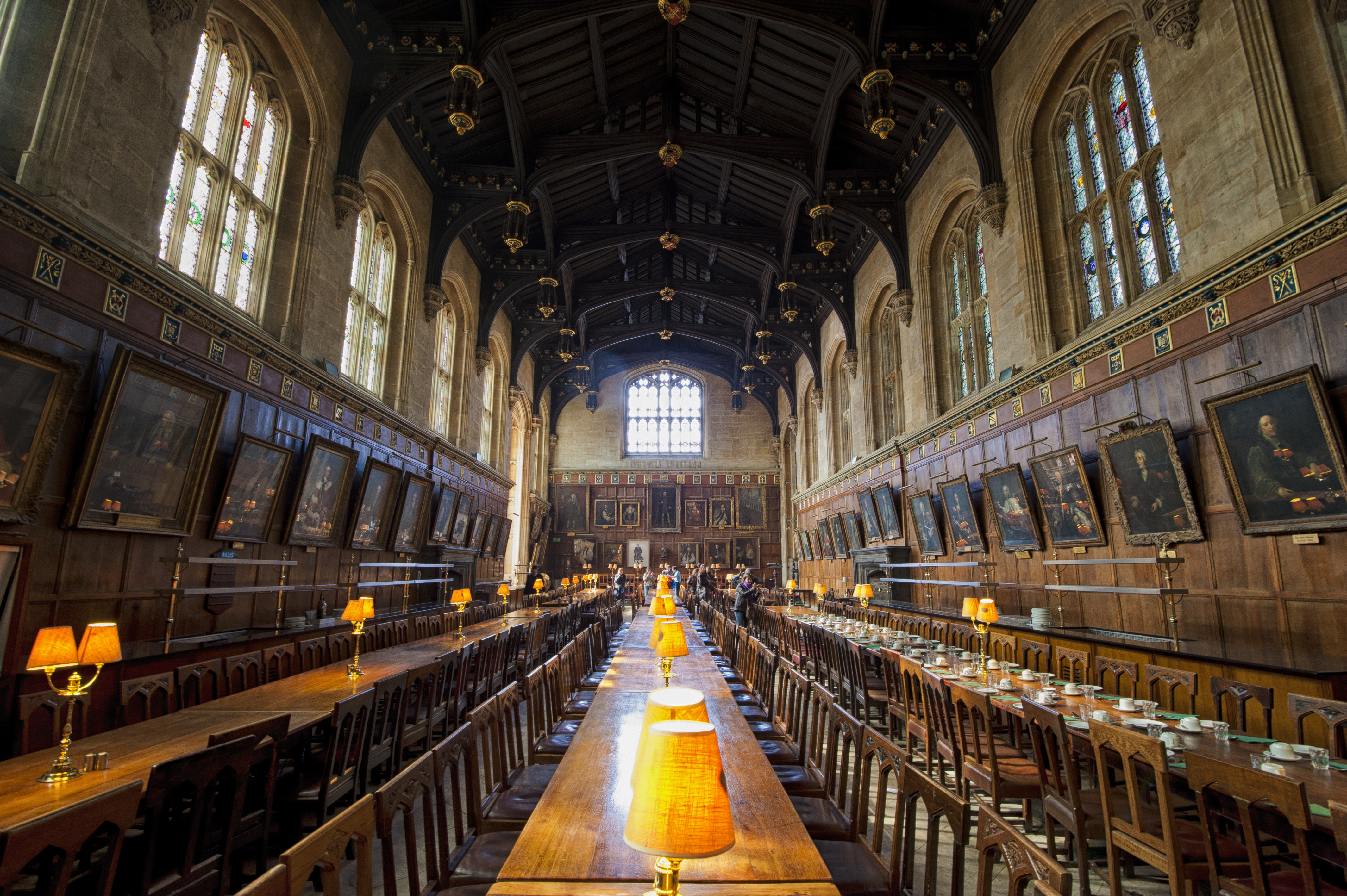
Sảnh đường của Christ Church.
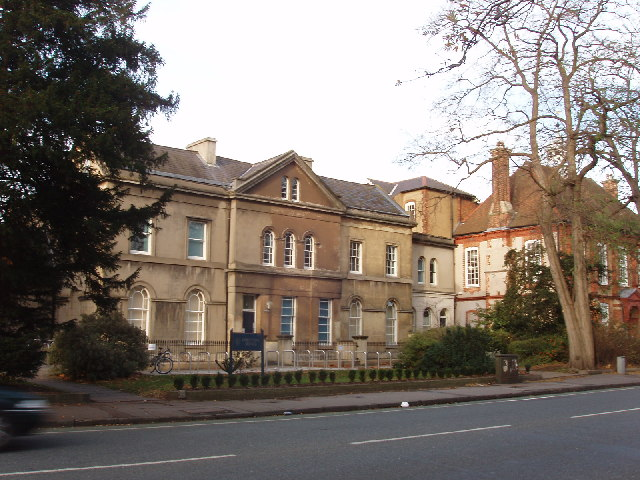
Trung tâm Điện toán của Viện Đại học.
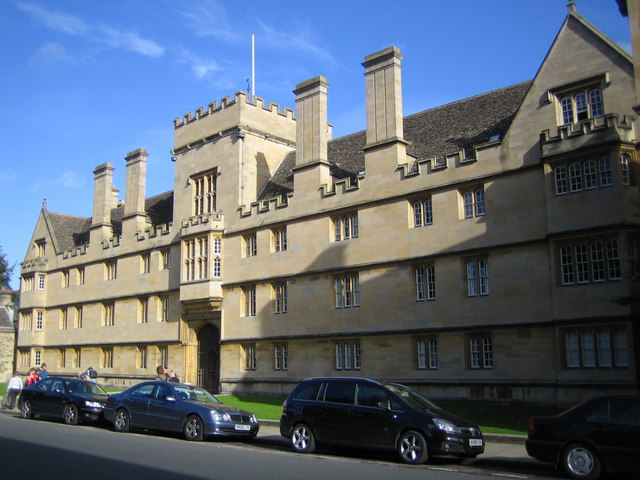
Wadham College